# Championnat d'Amérique du Nord, centrale et Caraïbe de football des moins de 16 ans 1988
 (septembre 2018).
Navigation
Honduras 1987 Trinité-et-Tobago 1991
Le Championnat d'Amérique du Nord, centrale et Caraïbe de football des moins de 16 ans 1988 est la quatrième édition du Championnat d'Amérique du Nord, centrale et Caraïbe de football des moins de 16 ans, qui se déroule à Cuba, du 11 au 26 novembre 1988.

## Premier tour

### Groupe A
| Rang | Équipe            | Pts | J | G | N | P | Bp | Bc | Diff |  | Résultats         |  |     |     |     |     |
| ---- | ----------------- | --- | - | - | - | - | -- | -- | ---- |  | ----------------- |  | --- | --- | --- | --- |
| 1    | Trinité-et-Tobago | 7   | 4 | 3 | 1 | 0 | 8  | 1  | +7   |  | Trinité-et-Tobago |  | 1-0 | 1-1 | 1-0 | 5-0 |
| 2    | États-Unis        | 6   | 4 | 3 | 0 | 1 | 19 | 2  | +17  |  | États-Unis        |  |     | 7-0 |     |     |
| 3    | Honduras          | 5   | 4 | 2 | 1 | 1 | 6  | 9  | -3   |  | Honduras          |  |     |     |     | 4-1 |
| 4    | Guatemala         | 1   | 4 | 0 | 1 | 3 | 2  | 9  | -7   |  | Guatemala         |  | 1-6 | 0-1 |     | 1-1 |
| 5    | Sainte-Lucie      | 1   | 4 | 0 | 1 | 3 | 2  | 16 | -14  |  | Sainte-Lucie      |  | 0-6 |     |     |     |

### Groupe B
| Rang | Équipe     | Pts | J | G | N | P | Bp | Bc | Diff |  | Résultats  |     |     |     |     |     |
| ---- | ---------- | --- | - | - | - | - | -- | -- | ---- |  | ---------- | --- | --- | --- | --- | --- |
| 1    | Canada     | 6   | 4 | 2 | 2 | 0 | 5  | 2  | +3   |  | Canada     |     |     |     |     | 3-1 |
| 2    | Cuba       | 6   | 4 | 2 | 2 | 0 | 3  | 0  | +3   |  | Cuba       | 0-0 |     | 0-0 |     |     |
| 3    | Jamaïque   | 5   | 4 | 1 | 3 | 0 | 1  | 0  | +1   |  | Jamaïque   | 0-0 |     |     | 1-0 | 0-0 |
| 4    | Costa Rica | 2   | 4 | 1 | 0 | 3 | 3  | 5  | -2   |  | Costa Rica | 1-2 | 0-2 |     |     |     |
| 5    | Salvador   | 1   | 4 | 0 | 1 | 3 | 1  | 6  | -5   |  | Salvador   |     | 0-1 |     | 0-2 |     |

## Tour final
| Classement final |                   |     |   |   |   |   |    |    |      |
|                  | Équipe            | Pts | J | G | N | P | BP | BC | Diff |
| 1                | Cuba              | 4   | 3 | 2 | 0 | 1 | 5  | 1  | +4   |
| 2                | États-Unis        | 4   | 3 | 2 | 0 | 1 | 3  | 2  | +1   |
| 3                | Canada            | 3   | 3 | 1 | 1 | 1 | 2  | 5  | -3   |
| 4                | Trinité-et-Tobago | 1   | 3 | 0 | 1 | 2 | 0  | 2  | -2   |

| 22 novembre | États-Unis        | 1 | 2 | Canada     |
| 22 novembre | Trinité-et-Tobago | 0 | 1 | Cuba       |
| 24 novembre | États-Unis        | 1 | 0 | Cuba       |
| 24 novembre | Trinité-et-Tobago | 0 | 0 | Canada     |
| 26 novembre | Canada            | 0 | 4 | Cuba       |
| 26 novembre | Trinité-et-Tobago | 0 | 1 | États-Unis |

## Pays qualifiés pour la coupe du monde
Les trois premiers sont qualifiés pour la Coupe du monde de football des moins de 16 ans 1989 en Écosse : 
- Canada
- Cuba
- États-Unis